# ليو سكينر (لاعب كرة قدم أمريكية)
ليو سكينر (بالإنجليزية: Lew Skinner)‏ هو لاعب كرة قدم أمريكية أمريكي، ولد في 29 مايو 1898 في إنديانابوليس في الولايات المتحدة، وتوفي في 1941.

## وصلات خارجية
- ليو سكينر على موقع مرجع كرة القدم المحترفة.كوم (الإنجليزية)